# الزيادة الخطية/النقصان الضربي
الزيادة الخطية/النقصان الضربي (AIMD) هي خوارزمية للتحكم في اختناق الشبكة في بروتوكول التي سي بي. يقوم الخوارزم بزيادة الخطية لنافذة الاختناق (بإضافة 1) طالما لا يوجد اختناق. عند اكتشاف اختناق (مثل وصول ثلاث طرود تأكيد مكررة) تقوم الخوارزمية بإنقاص ضربي نافذة الاختناق (بالضرب في 1\2). من مزايا هذه الخوارزمية العدالة في توزيع السعة بين الوصلات المتنافسة.